# Tlagonalia nigroguttata
Tlagonalia nigroguttata är en insektsart som beskrevs av Victor Antoine Signoret 1855. Tlagonalia nigroguttata ingår i släktet Tlagonalia och familjen dvärgstritar. Inga underarter finns listade i Catalogue of Life.